# Castillo de Lladurs
El Castillo de Lladurs es un castillo situado sobre la montaña de Serrat del Castell, en el municipio de Lladurs (Solsonés), junto a la primitiva  iglesia de Santa María.
La primera noticia de este castillo se tiene del año 1000, con motivo de la venta de unas viñas del Conde de Urgell.
Las ruinas del castillo pertenecen a épocas diferentes, con edificios anexos y añadidos. Es posible que las paredes más antiguas conservadas correspondan ya a los siglos XIII o XIV. Los muros del sur y levante están formados por sillares bien tallados y alineados mientras que la parte más moderna está al norte, frente a la iglesia.

## Leyendas
Se cuenta que durante la guerra, los soldados, llenos de ira, subieron hasta el castillo de Lladurs para dar muerte a su rector. Éste, al ver llegar las tropas, caminó hasta el extremo del acantilado y abriendo con firmeza su "paraigüa" de pastor (tradicional paraguas de grandes dimensiones) se precipitó al vacío para evitar que le cogieran, y de esta manera pudo salvar la vida.